# Dżurnijjat at-Tar
Dżurnijjat at-Tar (arab. جرنية الطار) – miejscowość w Syrii, w muhafazie Hama. W 2004 roku liczyła 1780 mieszkańców.